# Cardano (blokkláncplatform)
A Cardano egy nyilvános blokkláncplatform. Nyílt forráskódú és decentralizált. Belső kriptovalutájával, az ADA-val megkönnyítheti a peer-to-peer tranzakciókat. Az Ethereumhoz hasonlóan okosszerződésekkel foglalkozik, úgy is mondhatjuk, hogy az Ethereum konkurenciája. A különbség abban rejlik, hogy megoldásokat kínál a szabályozásra, a biztonságra, az irányításra és a hosszú távú tervezésre. 
A Cardano egy új blokklánc technológia, melyet az IOHK - Input Output Hong Kong - fejlesztett ki, mely egy nagy potenciállal rendelkező tulajdonosi csapat. A cég elkötelezett a peer-to-peer innováció mellett, célja pénzügyi szolgáltatások nyújtása. 
Elismert fejlesztők és befektetők részvételével egyedi blokklánc megalkotásán dolgoznak. Egyik alapítója nem más, mint Charles Hoskinson, aki korábban az Ethereum csapatát erősítette, majd onnan csatlakozott a Cardano projekthez. A projekt 2015-ben indult és 2017-ben jelent meg a piacon, majd 2021 táján már ez az egyik legnagyobb és legismertebb kriptovaluta, amely proof-of-stake blokkláncot használ. A projekt fejlesztését a svájci zugi Cardano Alapítvány felügyeli.
Az Ouroboros PoS algoritmust használja, melyet a saját csapata fejlesztett ki. Rétegekből épül fel, mely lehetővé teszi a soft fork alatti bővítést is.
2022. szeptember 22-én komoly hálózatfrissítésen ment át a Cardano blokkláncplatform, miután aktiválásra került a Vasil hard fork, ami a tranzakcióméret csökkenését, a tranzakció-áteresztő képesség növekedését, a blokkinformációk hatékonyabb megosztását és a Plutus v2 okosszerződés rendszer javulását érte el.